# Гавіланес (Авіла)
Гавіланес (ісп. Gavilanes) — муніципалітет в Іспанії, у складі автономної спільноти Кастилія-і-Леон, у провінції Авіла. Населення — 629 осіб (2010).
Муніципалітет розташований на відстані близько 100 км на захід від Мадрида, 43 км на південь від Авіли.

## Демографія
Динаміка населення (INE ):